# Lidocaïna
La lidocaïna, també coneguda com a xilocaïna i lignocaïna és un fàrmac de fórmula 2-dietilamino-2,6-dimetilfenilacetamida, C14H22N2O.
Les seves propietats farmacològiques respecte a la permeabilitat de la membrana neuronal al sodi fan que sigui emprada en medicina, en forma d'hidroclorur, com a anestèsic local, per al tractament de les arrítmies ventriculars, com a sedant, analgèsic i anticonvulsant. També és usada per tractar la taquicàrdia ventricular i per formar bloqueig dels nervis.
La lidocaïna barrejada amb una petita quantitat d'adrenalina (epinefrina) està disponible per permetre dosis més grans per adormir el teixit, disminuir l'hemorràgia i fer que l'efecte adormiment duri més (atès que l'adrenalina provoca vasoconstricció local i fa que la sang trigui més en "esbandir" la lidocaïna).